# Henri du Boishamon
Henri du Boishamon (Montauban-de-Bretagne, 4 ottobre 1776 – Pluduno, 26 gennaio 1846) è stato un ufficiale francese.

## Biografia
Figlio di Geoffroy du Boishamon e di sua moglie, Héloïse de la Riollaye, Henri all'età di 13 anni, quando iniziò la Rivoluzione francese, era un aspirante ufficiale presso la scuola di artiglieria di Metz. Lasciò la Francia il 1º settembre 1791 e prestò servizio nell'esercito dei principi, sotto comando austriaco. Partecipò allo sbarco dei volontari a Quiberon e riuscì a reimbarcarsi dopo la sconfitta.
Nel 1795 accompagnò il conte d'Artois sull'isola di Yeu, ma dopo il rifiuto di quest'ultimo di raggiungere la Vandea, Boishamon scelse di farsi sbarcare dagli inglesi nel Morbihan e di lì raggiunse il paese di Vitré dove passò agli ordini di Alexis du Bouays de Couësbouc, comandante della "Légion de Vitré" dell'esercito realista. Era considerato il miglior ufficiale tra gli chouan nella colonna di Vitré insieme a Toussaint du Breil de Pontbriand.
Dimostrò un grande valore  nella battaglia di Pont de Cantache, dove coi suoi uomini sconfisse 300 repubblicani con solo 150 unità a sua disposizione, al confine tra Saint-Jean-sur-Vilaine e Pocé-les-Bois il 28 giugno 1795; poi si fece notare anche nei combattimenti di Pocé e di Toucheneau nel maggio 1796,  ottenendo un'altra notevole vittoria a Dourdain. Aveva  un fratello, Joseph de Boishamon, che prestò servizio nella medesima divisione di Vitré come tenente.
Henri depose le armi nel 1796 e decise di arruolarsi nell'esercito repubblicano come soldato semplice col nome di Pierre Henry, e in quella veste prese parte alla campagna d'Italia (1796-1797). Smobilitato nel 1802, riprese le armi nel 1815 e divenne comandante della divisione Médréac. Fu nominato cavaliere dell'ordine di San Luigi nel 1816 come ricompensa per la sua partecipazione alla guerra di Vandea del 1815.
Si sposò a Dinan, il 15 marzo 1810, con Marie Antoinette de Bédée de La Bouëtardaye dalla quale ebbe due figli e una figlia: Charles Marie Joseph, nato nel 1813 e Henry Augustin Éloi Edouard nato nel 1817, e Victorine Pauline Marie nata nel 1825 a Ploërmel.
Durante la Restaurazione francese fu sottoprefetto di Ploërmel, e poi di Saint-Malo.
Henri du Boishamon morì il 26 gennaio 1846 al castello di Monchoix , e fu sepolto nel cimitero di Pluduno.